# Misumenops forcatus
Misumenops forcatus är en spindelart som beskrevs av Song och Jian-yuan Chai 1990. Misumenops forcatus ingår i släktet Misumenops och familjen krabbspindlar. Inga underarter finns listade i Catalogue of Life.